# Rozhraní (powiat Svitavy)
Rozhraní – miejscowość i gmina (obec) w Czechach, w kraju pardubickim, w powiecie Svitavy. W 2022 roku liczyła 319 mieszkańców.